# Рекечинская, Анжела Валерьевна
Анжела Валерьевна Рекечи́нская (до 2004 — Гу́рьева; р. 2 сентября 1980, Мурмаши, Мурманская область) — российская волейболистка. Центральная блокирующая. Мастер спорта России международного класса.

## Биография
Анжела Гурьева начала заниматься волейболом в родном посёлке Мурмаши Мурманской области у тренера С. А. Мозгова. С 1991 — в группе подготовки екатеринбургской «Уралочки». С 1995 года на протяжении 9 лет выступала за различные команды волейбольного клуба «Уралочка». В их составе неоднократно становилась победителем и призёром чемпионатов России.
В 1997 Анжела Гурьева выступала за юниорскую сборную России, став чемпионкой Европы и серебряным призёром мирового первенства среди девушек. В 1999 в составе молодёжной сборной страны выиграла золотые медали чемпионата мира среди молодёжных команд.
В 2001—2002 годах привлекалась к выступлениям за национальную сборную России, за которую провела 4 матча и стала серебряным призёром Всемирного Кубка чемпионов 2001, победителем Гран-при 2002 и бронзовым призёром чемпионата мира 2002.
После 2003 года Анжела Гурьева завершила игровую карьеру, вышла замуж за известного российского ватерполиста Андрея Рекечинского и переехала в Волгоград. В 2008—2009 на протяжении одного сезона выступала за местную «Волжаночку» в первой лиге чемпионата России.

### Клубная карьера
- 1995—1997 —  «Уралтрансбанк» (Екатеринбург);
- 1997—1999 —  «Уралочка» (Екатеринбург);
- 1997—2000 —  «Малахит» (Екатеринбург);
- 2000—2003 —  «Уралтрансбанк»/«Аэрофлот-Малахит»/«Аэрофлот-Уралтрансбанк» (Екатеринбург);
- 2003—2004 —  «Уралочка-НТМК» (Свердловская область);
- 2008—2009 —  «Волжаночка» (Волгоград).

## Достижения

### С клубами
- чемпионка России 1999;
  - двукратный серебряный призёр чемпионатов России — 1998, 2002;
  - трёхкратный бронзовый призёр чемпионатов России — 1996, 1997, 2001;

### Со сборными России
- бронзовый призёр чемпионата мира 2002;
- серебряный призёр Всемирного Кубка чемпионов 2001;
- победитель Гран-при 2002.
- двукратная чемпионка мира среди молодёжных команд — 1997, 1999.
- двукратный серебряный призёр чемпионатов Европы среди молодёжных команд — 1996, 1998.
- двукратный серебряный призёр чемпионатов мира среди девушек — 1995, 1997.
- чемпионка Европы среди девушек 1997;
  - серебряный призёр чемпионата Европы среди девушек 1995.